# Marlies Ludwig
Marlies Ludwig (* 9. März 1957 in Brandenburg an der Havel) ist eine deutsche Schauspielerin.

## Leben
Von 1978 bis 1981 besuchte Marlies Ludwig die Staatliche Schauspielschule Berlin. Anschließend besuchte sie, als eine der drei ersten Auserwählten, die Meisterklasse der Schauspielhochschule am Theater im Palast unter Wolfgang Heinz und Thomas Langhoff, wo sie mit bekannten Größen des DDR-Schauspiels gemeinsam auf der Bühne stand. Ihr erstes festes Engagement erhielt sie 1985 in der Volksbühne Berlin, wo sie bis 1990 engagiert war. Anschließend hatte sie Engagements in Erfurt und Hannover sowie mehreren anderen Theatern.
Am Projekt „Märchen und Demenz“ ist Marlies Ludwig maßgeblich beteiligt. Hier gibt es unter ihrer Leitung Fortbildungskurse, in denen Betreuungskräfte mit vielen praktischen Übungen das Märchenerzählen für an Demenz erkrankten Patienten erlernen. Als Dozentin für Schauspiel und Sprache ist sie an verschiedenen Theaterschulen, so auch an der ETI Schauspielschule Berlin tätig. Verschiedene Soloabende mit Lyrik, Klassik und Märchenbearbeitungen runden ihr Tätigkeitsfeld ab. Sie wirkte auch an mehreren Spielfilmen, Fernsehserien sowie Hörspielen mit.

## Filmografie
- 1983: Der Staatsanwalt hat das Wort: Ein gefährlicher Fund (Fernsehreihe)
- 1985: Polizeiruf 110: Ein Schritt zu weit (Fernsehreihe)
- 1985: Der Doppelgänger
- 1986: Rabenvater
- 1987: Kiezgeschichten (Fernsehserie, alle 7 Folgen)
- 1989: Die Besteigung des Chimborazo
- 2000: Dr. Sommerfeld – Neues vom Bülowbogen (Fernsehserie, 1 Episode)
- 2002: Streit um drei (Gerichtsshow, 1 Episode)
- 2003: Hinter Gittern – Der Frauenknast (Fernsehserie, 2 Episoden)
- 2004: Einmal Bulle, immer Bulle (Fernsehserie, 1 Episode)
- 2006: Gute Zeiten, schlechte Zeiten (Fernsehserie, 1 Episode)
- 2009: Viva Europa!

## Theater
- 1981: Christian Dietrich Grabbe: Scherz, Satire, Ironie und tiefere Bedeutung (Vamp/Großmutter) – Regie: Helmut Straßburger/Ernstgeorg Hering (Theater im Palast)
- 1981: Liederabend: Yesterday & Kanapee – Regie: Vera Oelschlegel (Theater im Palast)
- 1982: Michail Bugalkow: Verschwörung der Heuchler – Regie: Thomas Langhoff (Theater im Palast)
- 1982: Johann Wolfgang von Goethe; Urfaust – Regie: Thomas Langhoff (Volksbühne Berlin – Sternfoyer)
- 1982: Rudi Strahl: Vor aller Augen (Elke) – Regie: Helmut Straßburger/Ernstgeorg Hering (Theater im Palast)
- 1982: Friedrich Dürrenmatt: Der Meteor (Nutte) – Regie: Vera Oelschlegel (Theater im Palast)
- 1983: Gotthold Ephraim Lessing: Minna von Barnhelm (Franziska) – Regie: Barbara Abend (Theater im Palast)
- 1983: William Shakespeare: Die lustigen Weiber von Windsor (Frau Fluth) – Regie: Vera Oelschlegel (Theater im Palast)
- 1984: William Shakespeare: Troilus und Cressida (Agamemnon) – Regie: Horst Hawemann (Theaterwürfel-Produktion in der Volksbühne Berlin – Theater im 3. Stock)
- 1985: John Millington Synge: The Playboy of the Western World – Regie: Ursula Karusseit (Volksbühne Berlin)
- 1985: Emil Braginski und Eldar Rjasanow: Garage – Regie: Harald Warmbrunn (Volksbühne Berlin)
- 1986: Joachim Knauth: Der Prinz von Portugal (Königin) – Regie: Ursula Karusseit (Volksbühne Berlin)
- 1987: Victor Contreras: Sontagstraum (Mutter) – Regie: Victor Contreras (Volksbühne Berlin – Theater im 3. Stock)
- 1988: Klaus Rohleder: Das Fest (Frau) – Regie: Jürgen Verdofsky (Volksbühne Berlin – Theater im 3. Stock)
- 1988: Lope de Vega: La Dama Boba (Zofe) – Regie: Horst Hawemann (Volksbühne Berlin)
- 1988: Jörg-Michael Koerbl: Die Eine oder die Andere – Regie: Jürgen Verdofsky (Volksbühne Berlin – Theater im 3. Stock)
- 1989: Michael Peschke: Die Straße aus Papier, 13 Bilder – Regie: Jürgen Verdofsky (Volksbühne Berlin – Theater im 3. Stock)
- 1990: Jörg-Michael Koerbl: Gorbatschow-Fragment (Michail) – Regie: Jörg-Michael Koerbl (Volksbühne Berlin)
- 1990: Friedrich Schiller: Räuber – Regie: Frank Castorf (Volksbühne Berlin)
- 1990: Jo Fabian: Jogotono – Regie: Jo Fabian (Volksbühne Berlin – Theater im 3. Stock)

## Hörspiele
- 1983: Günter Karl: Bankett für eine Zeitung – Regie: Fritz Göhler (Hörspiel – Rundfunk der DDR)
- 1984: Elias Canetti: Die Befristeten (Sie) – Regie: Fritz Göhler (Hörspiel – Rundfunk der DDR)
- 1985: Regina Griebel: Das Puzzle (Leserin) – Regie: Werner Grunow (Kurzhörspiel – Rundfunk der DDR)
- 1986: Aristophanes: Die Vögel (Chor) – Regie: Werner Grunow (Hörspiel – Rundfunk der DDR)
- 1989: Michael Kautz: Die Geschichte von der vergessenen Geschichte (Mutter) – Regie: Manfred Täubert (Kinderhörspiel – Rundfunk der DDR)
- 2009: Ragnhild Sørensen/Marcus Weber: Begrüßungsgeld Ost (Kerstin) – Regie: Ragnhild Sørensen/Anja Penner (Hörspiel – WDR)
- 2012: Andrea und Justin Westhoff: Und wenn sie nicht gestorben sind … (Erzählerin) (Radio-Feature – DLF)
- 2012: Ragnhild Sørensen und Julia Wolf: Happy End (Mutter) – Regie: Ragnhild Sørensen/Julia Wolf (Hörspiel – WDR)